# Ніязький сільський округ
Нія́зький сільський округ (каз. Нияз ауылдық округі, рос. Ниязский сельский округ) — адміністративна одиниця у складі Осакаровського району Карагандинської області Казахстану. Адміністративний центр — село Караколь.
Населення — 473 особи (2021; 758 у 2009, 1191 у 1999, 1221 у 1989).
Станом на 1989 рік існувала Тельманська сільська рада (села Ахметаул, Кутунжук, Тельманське) ліквідованого Молодіжного району, до 2023 року округ називався Тельманським.

## Склад
До складу округу входять такі населені пункти:
| Населений пункт | Населення, осіб (1989) | Населення, осіб (1999) | Населення, осіб (2009) | Населення, осіб (2021) |
| --------------- | ---------------------- | ---------------------- | ---------------------- | ---------------------- |
| Ахметаул, село  | 104                    | -                      | 60                     | 14                     |
| Кутумсук, село  | 365                    | -                      | 146                    | 60                     |
| Караколь, село  | 752                    | 1191                   | 552                    | 399                    |